# إنريكو آكر
إنريكو آكر (بالإنجليزية: Enrico Acker)‏ هو لاعب اتحاد الرغبي جنوب أفريقي، ولد في 23 سبتمبر 1990 في بلومفونتين في جنوب أفريقيا.

## وصلات خارجية
- إنريكو آكر على موقع ItsRugby.co.uk (الإنجليزية)